# Masterplan Leipziger Vorstadt – Neustädter Hafen

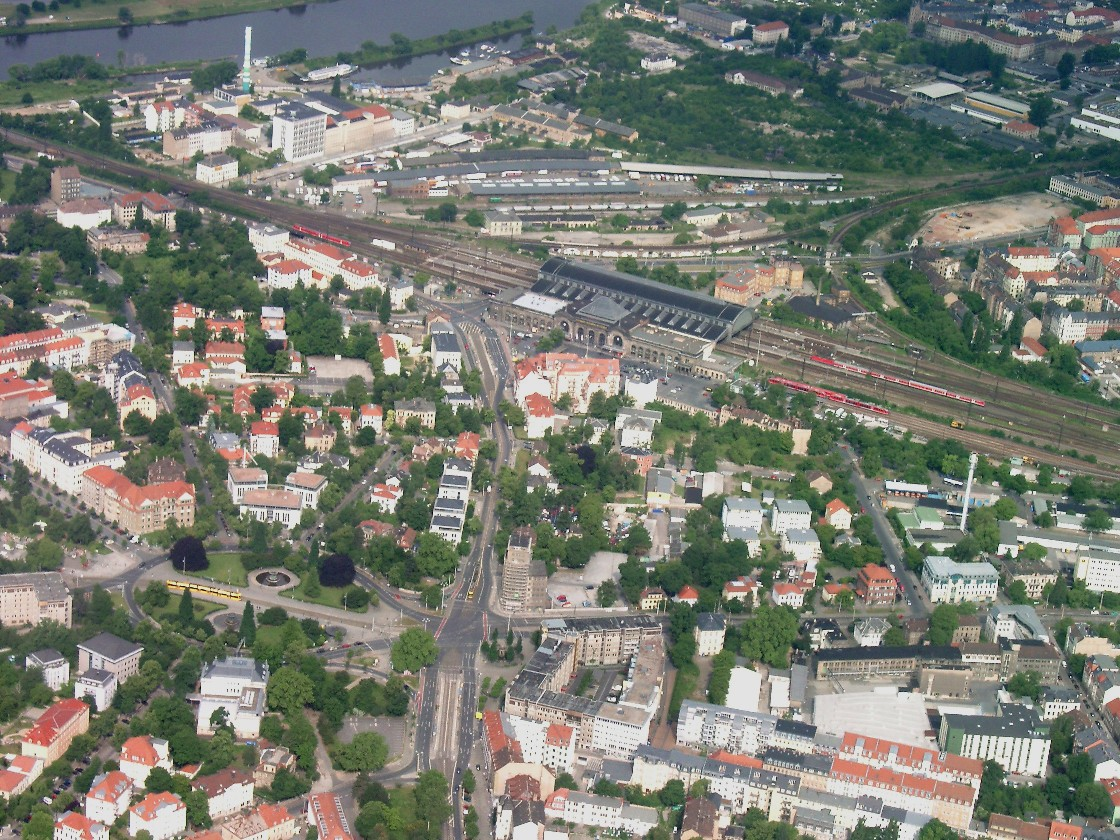
Planungsgebiet im Luftbild 2005: am oberen Bildrand mittig der Neustädter Hafen, darunter der Alte Leipziger Bahnhof und der Bahnhof Dresden-Neustadt

Der Masterplan Leipziger Vorstadt – Neustädter Hafen ist ein 2010 vorgestellter und 2018 vom Stadtrat gebilligter Plan für die städtebauliche Entwicklung eines rund 50 Hektar großen Bereiches zwischen Neustädter Hafen an der Elbe und der Bahnstrecke Dresden-Pieschen–Dresden-Neustadt im Dresdner Stadtteil Leipziger Vorstadt.

## Umgriff
Das 53,2 Hektar große Plangebiet wird im Westen vom Neustädter Hafen begrenzt. Im Uhrzeigersinn bilden anschließend der Alexander-Puschkin-Platz, Erfurter Straße, Gehestraße, Moritzburger Platz, die Bahnstrecke und Eisenbahn- sowie Uferstraße die Grenzen des Areals. Die Leipziger Straße mit Straßenbahnstrecke durchquert das Gebiet in Südost-Nordwest-Richtung. Am Neustädter Hafen vorbei verläuft der Elberadweg.
Wesentliche Bestandteile des Gebiets sind:
- Alter Leipziger Bahnhof westlich des Bahnhofs Dresden-Neustadt zwischen Leipziger Straße und der Bahnstrecke, Dresdens erster Bahnhof und ehemals Endpunkt der Bahnstrecke Leipzig–Dresden
- Areal des Neustädter Hafens zwischen dem Hafenbecken und der Leipziger Straße
- Industriedenkmal und Veranstaltungsstätte Alter Schlachthof mit umgebender kultureller Nutzung (bspw. Club Puschkin) an der Gothaer Straße
- brachliegendes Gelände der ehemaligen Steingutfabrik von Villeroy & Boch zwischen altem Leipziger Bahnhof und altem Schlachthof

Der Bahnhof Dresden-Neustadt liegt südöstlich des Planungsraums. Südlich queren die Marienbrücken die Elbe.

## Planung und Bau
Der Masterplan unterscheidet vier Teilgebiete, für die jeweils Leitgedanken zur avisierten Entwicklung im Sinne eines Rahmenplans festgehalten sind:
- Schulcampus und Grünzug Gehestraße
- Leipziger Straße/Alexander-Puschkin-Platz
- Leipziger Straße/Neustädter Hafen
- Alter Leipziger Bahnhof

Für die Teilgebiete wurden im Anschluss eigene Bebauungspläne mit konkreteren Festlegungen, die sich an der Rahmenplanung orientieren, aufgestellt.

### Schulcampus und Grünzug Gehestraße

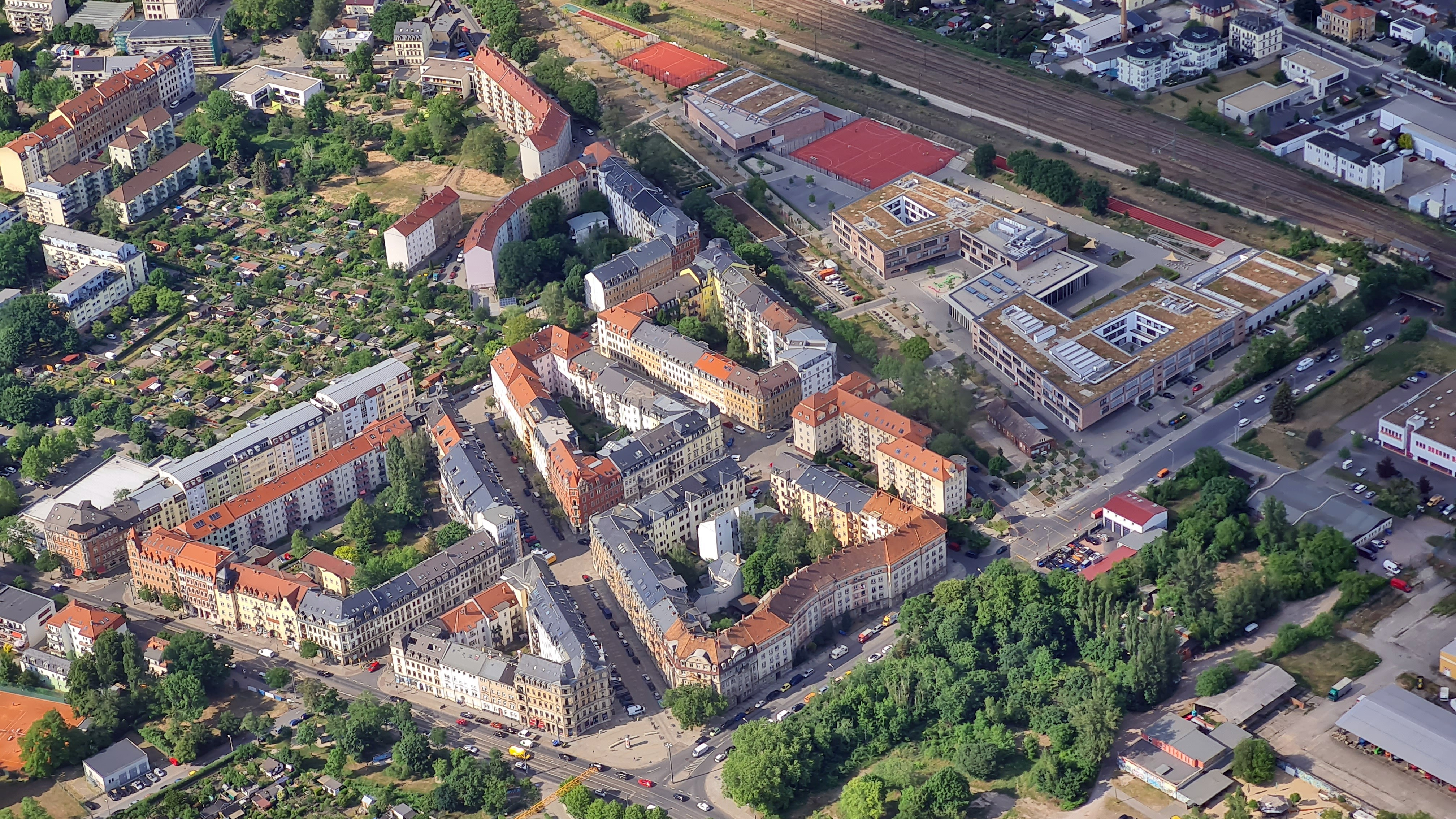
Fertiger Schulcampus (rechts) neben der Bestandsbebauung nördlich des Alexander-Puschkin-Platzes

Das Teilgebiet umfasst ein grob dreieckiges Areal zwischen Gehestraße, Erfurter Straße, Moritzburger Platz und den Bahnanlagen. Es war zuvor Teil des Güterbahnhofs Dresden-Neustadt. An der Erfurter Straße/Gehestraße lag ein bis 2005 betriebenes Containerterminal mit zugehörigen Gleisanschlüssen. Im Jahr 2014 fand ein Planungswettbewerb für die vorgesehene Umnutzung als Schulstandort statt. Aus dessen Siegerentwurf wurde der am 21. Januar 2016 in Kraft getretene „Bebauungsplan Nr. 3001 – Dresden-Neustadt Nr. 39 – Gehestraße“ entwickelt.
Errichtet wurden bis 2019 Gebäude für ein bis zu fünfzügiges Gymnasium und eine fünfzügige Oberschule sowie bis 2020 ein öffentlich zugänglicher Grünzug entlang der Gehestraße. Die bis zu dreigeschossigen Schulgebäude befinden sich an der Erfurter Straße, die Sportanlagen im schmaleren Teil des Geländes Richtung Moritzburger Platz.

### Leipziger Straße/Alexander-Puschkin-Platz
Für die nordwestliche Ecke des Planungsgebietes zwischen Alexander-Puschkin-Platz, Leipziger Straße und dem Elbufer wurde der „Bebauungsplan Nr. 357 C – Dresden-Neustadt Nr. 41 – Leipziger Straße/Alexander-Puschkin-Platz“ aufgestellt, der am 26. April 2018 Rechtskraft erlangte.
Für die zuvor mit verschiedenen Baracken bebaute Fläche am Alexander-Puschkin-Platz war der Neubau einer Wohnanlage vorgesehen. Die im südlichen Teil bestehenden Bürogebäude blieben erhalten. Zur Elbe hin war eine Entsiegelung und Begrünung einer Teilfläche im Bebauungsplan festgesetzt. Das Wohnprojekt wurde unter der Bezeichnung „Marina Gaden“ vermarktet und seit 2012 vorangetrieben. Nach einem Eigentümerwechsel des Grundstücks 2019 und folgender Umplanungen, auch aufgrund des Hochwasserschutzes, begann der Bau von vier fünfgeschossigen Wohngebäuden mit insgesamt 210 Wohnungen im Jahr 2022 und wurde Mitte 2024 fertiggestellt.

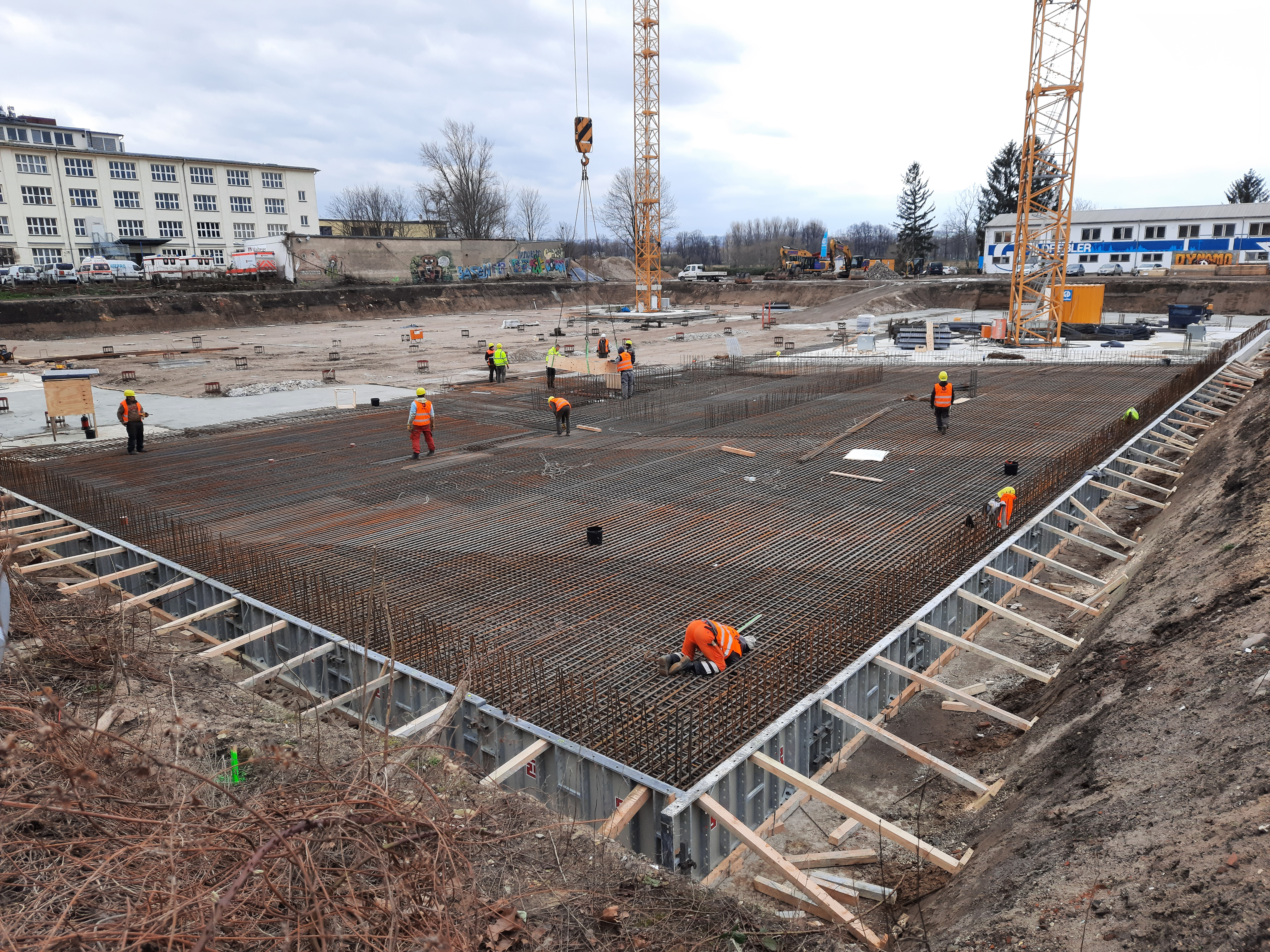
Beginn der Bauarbeiten im Februar 2022
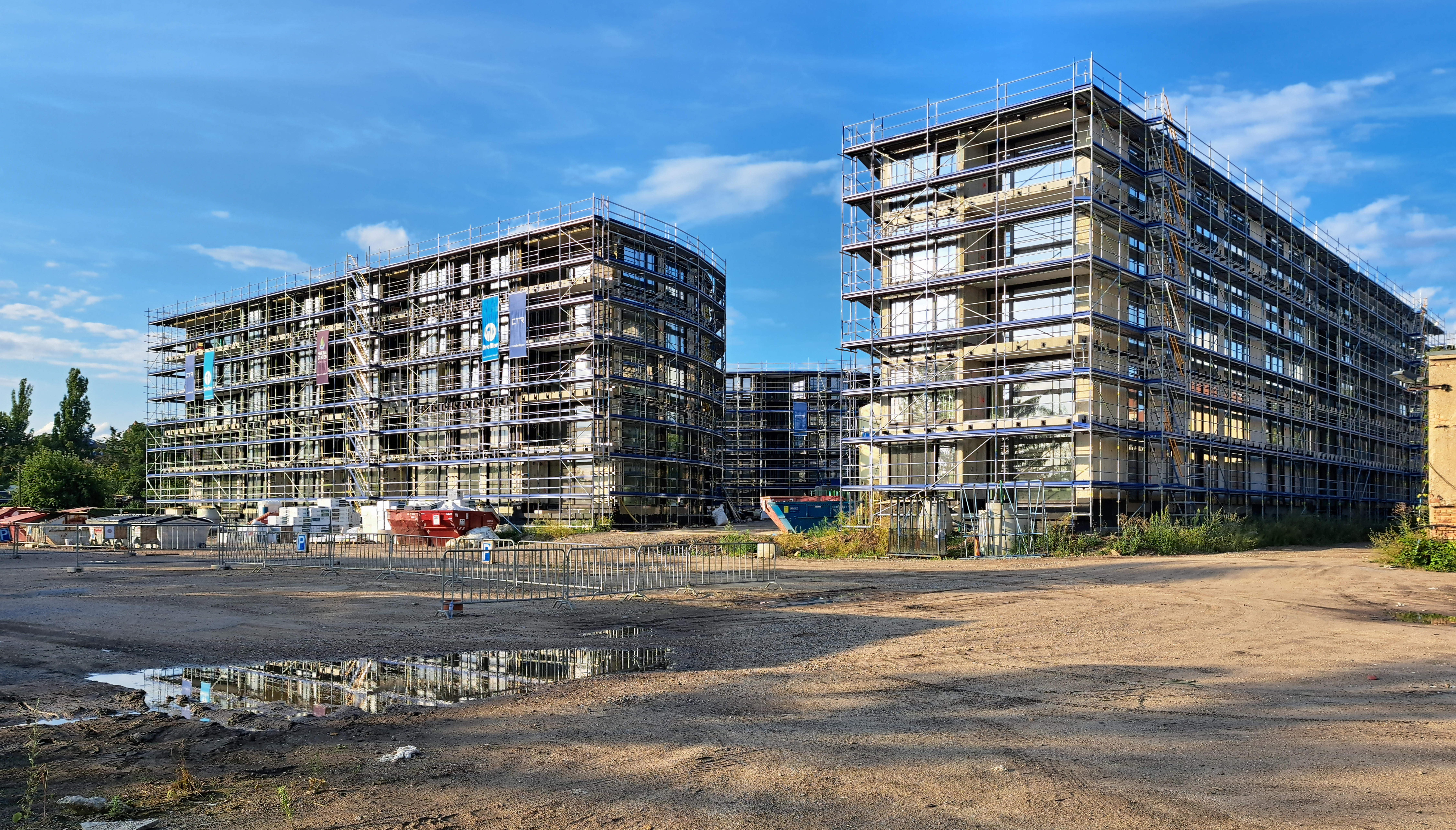
Bauzustand Juli 2023 vom Elbufer aus
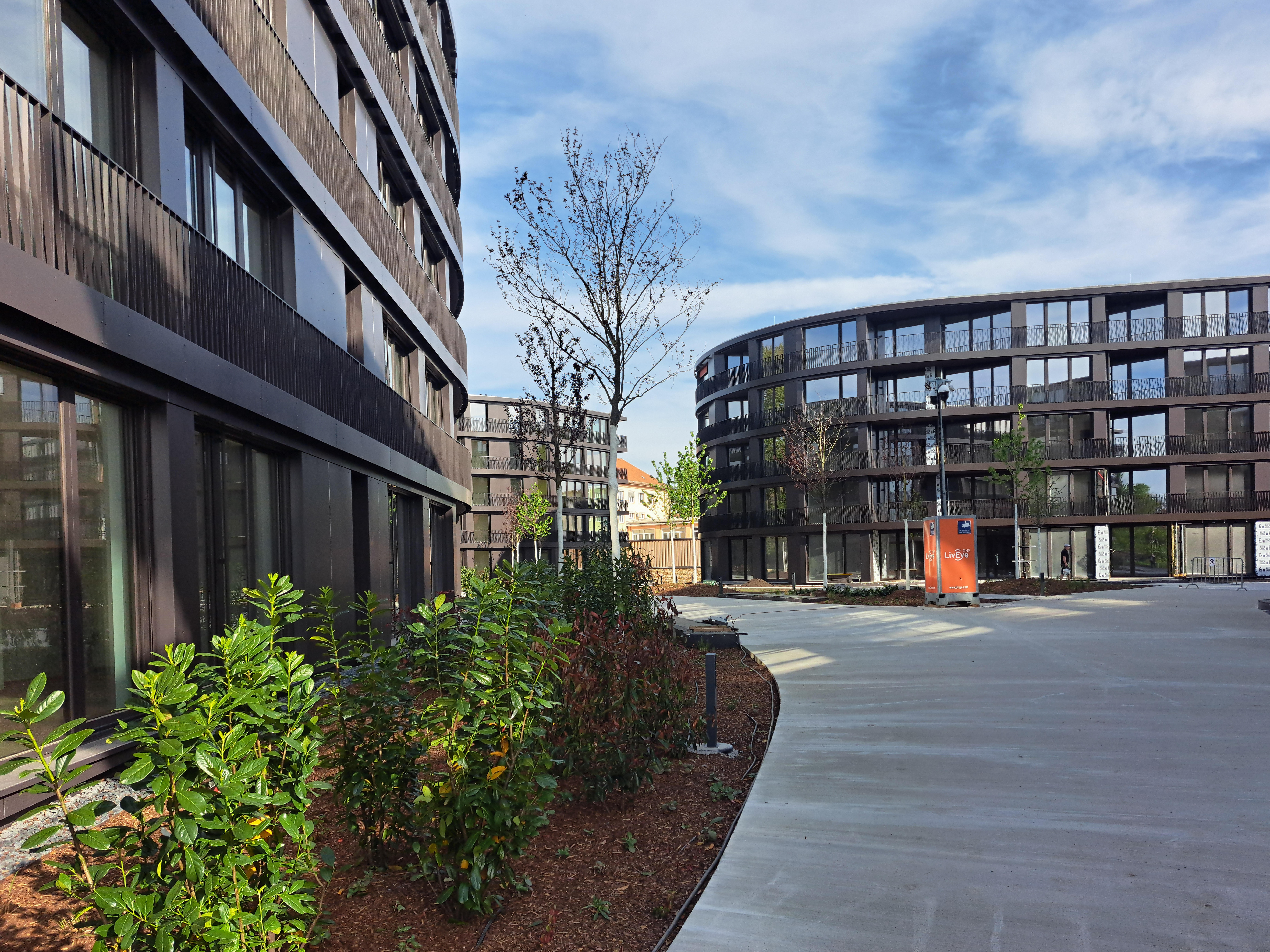
Wohnareal im April 2024
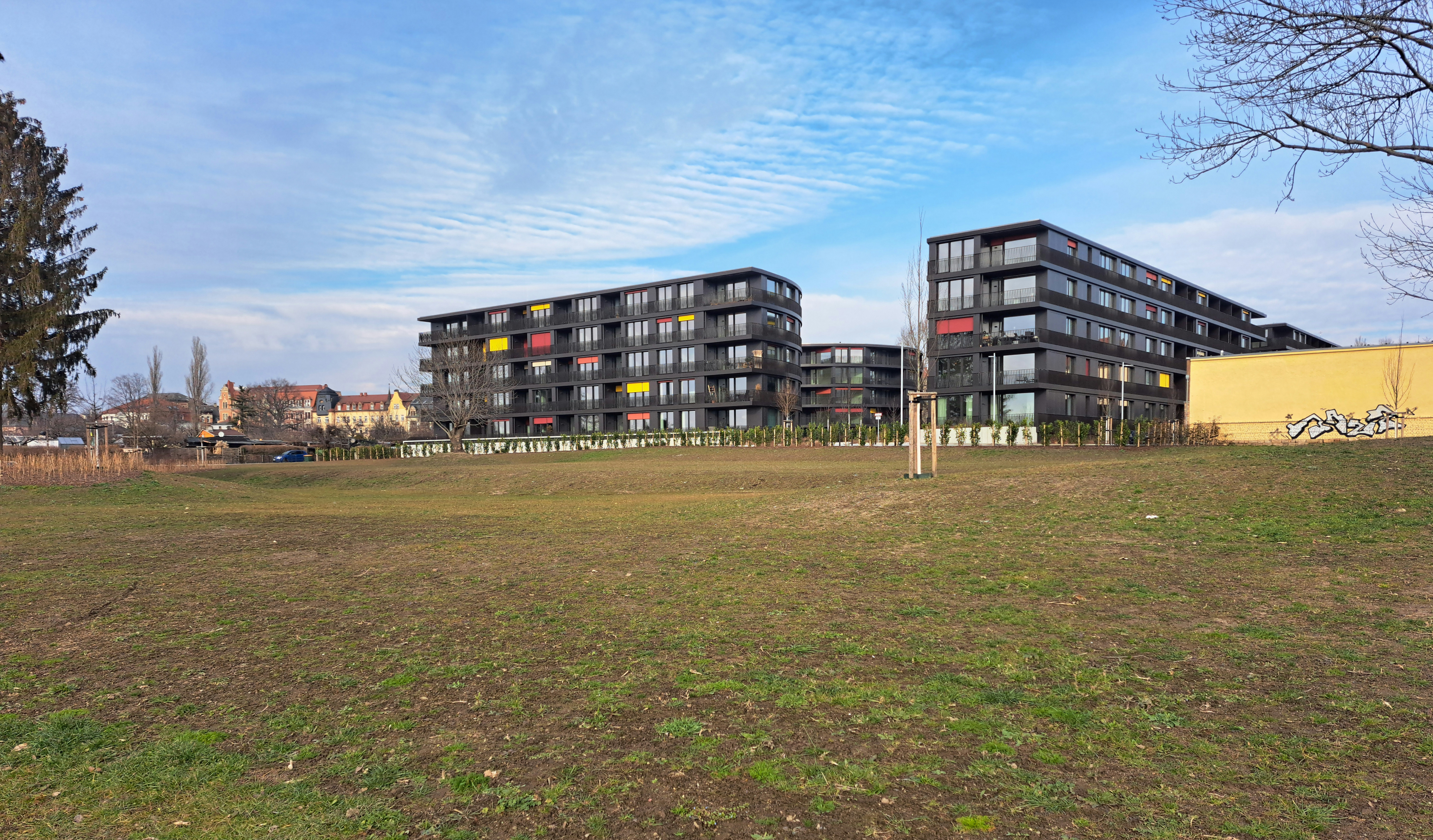
Wohngebäude mit Freifläche zur Elbe, Februar 2025

### Leipziger Straße/Neustädter Hafen

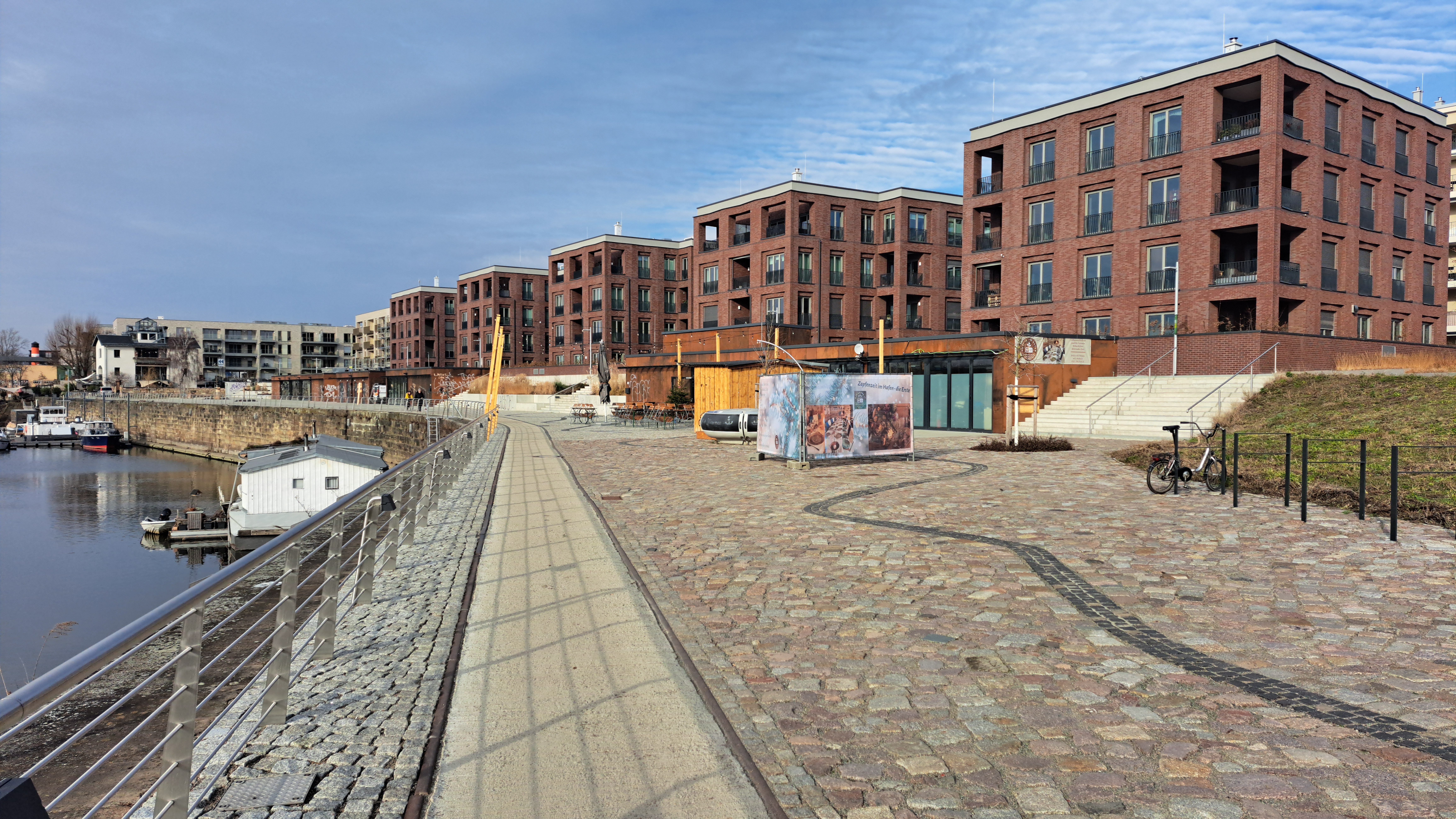
Hafencity 2025

Baurecht für diesen Teil zwischen Neustädter Hafen und der Leipziger Straße wurde durch den „Bebauungsplan Nr. 357 B – Dresden-Neustadt Nr. 39 – Leipziger Straße/Neustädter Hafen“ geschaffen. Er trat am 11. Juni 2020 in Kraft. Direkt am Hafenbecken sowie zur Leipziger Straße hin befanden sich mehrere Baracken in unterschiedlicher Nutzung, etwa durch den Club „Puro-Beach“. Im nördlichen Teil des Gebietes befanden sich Teile des Citybeach (Stadtstrand) Dresden.
Die Gebäude wurden ab 2018 sukzessive zurückgebaut. Es entstanden unter der Quartiersbezeichnung „Hafencity“ mehrere Wohngebäude, teils mit geschäftlicher Nutzung im Erdgeschoss, sowie ein Hotel. Am Hafenbecken wurde eine Promenade mit Pavillons etwa für gastronomische Angebote errichtet. Der Elberadweg erhielt eine neue Trassierung durch das Baugebiet.

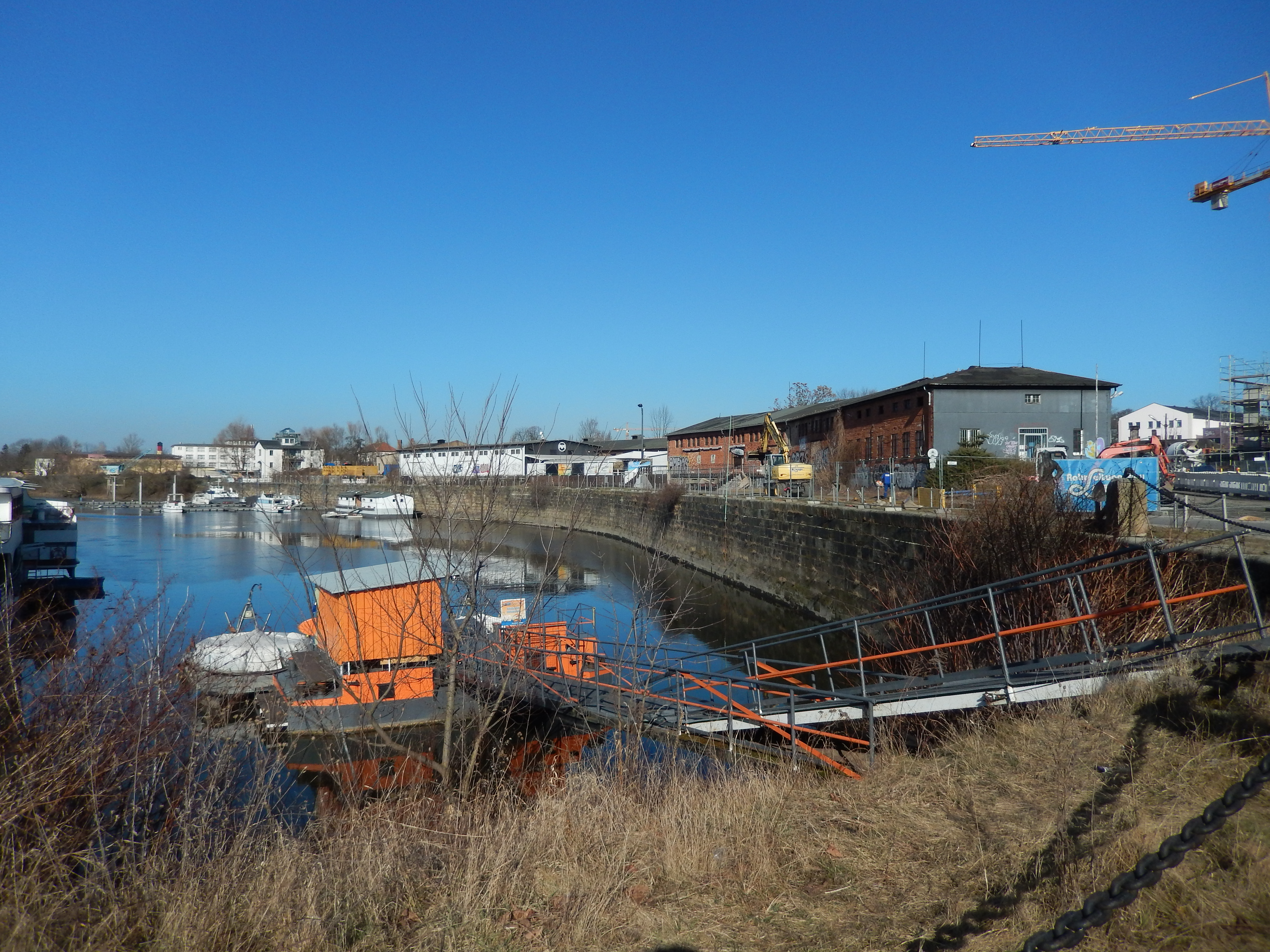
Neustädter Hafen im Februar 2018
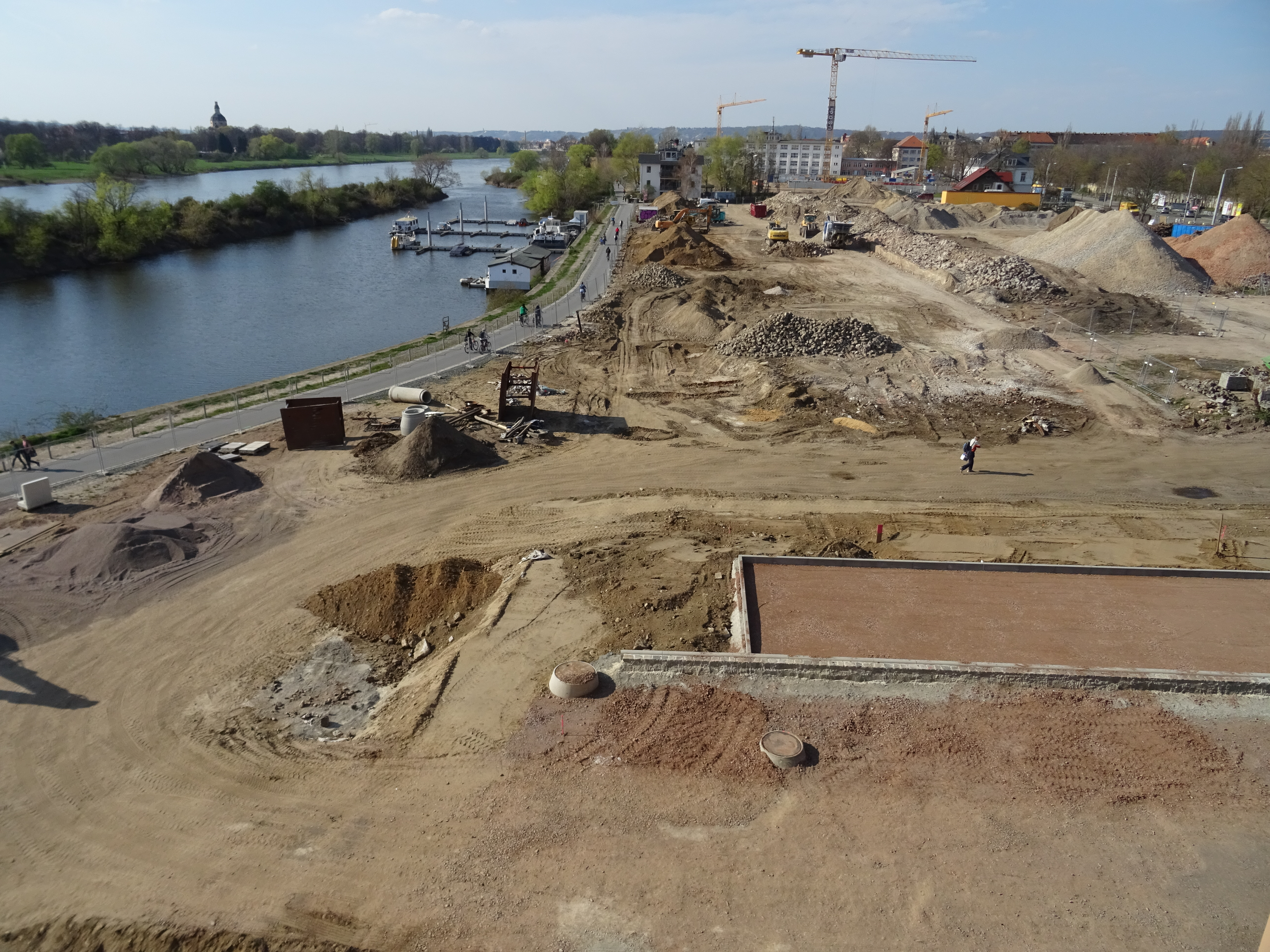
Baufeld am Hafenbecken im April 2019, links der Elberadweg
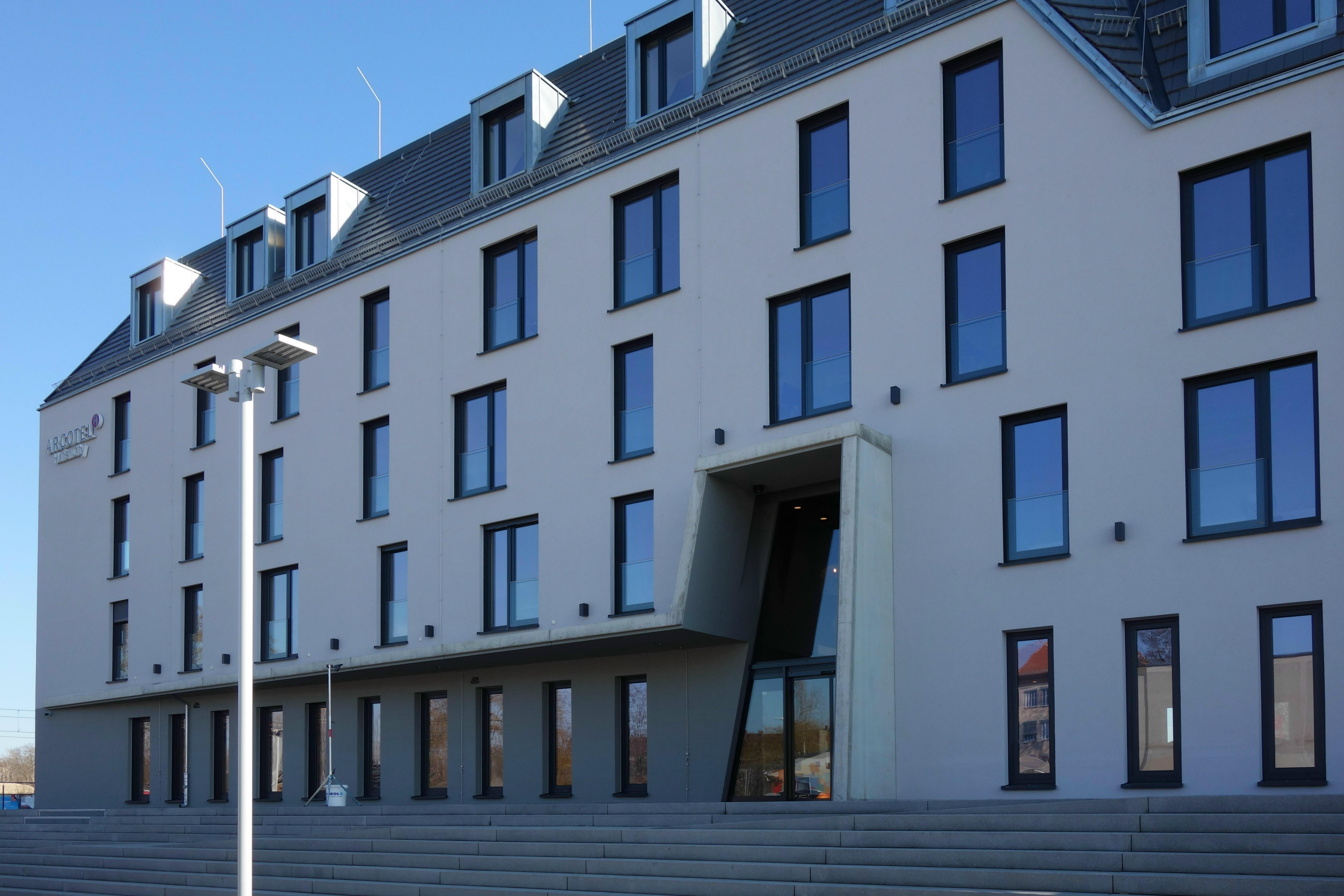
Fertiggestelltes Hotel neben dem Citybeach, März 2021
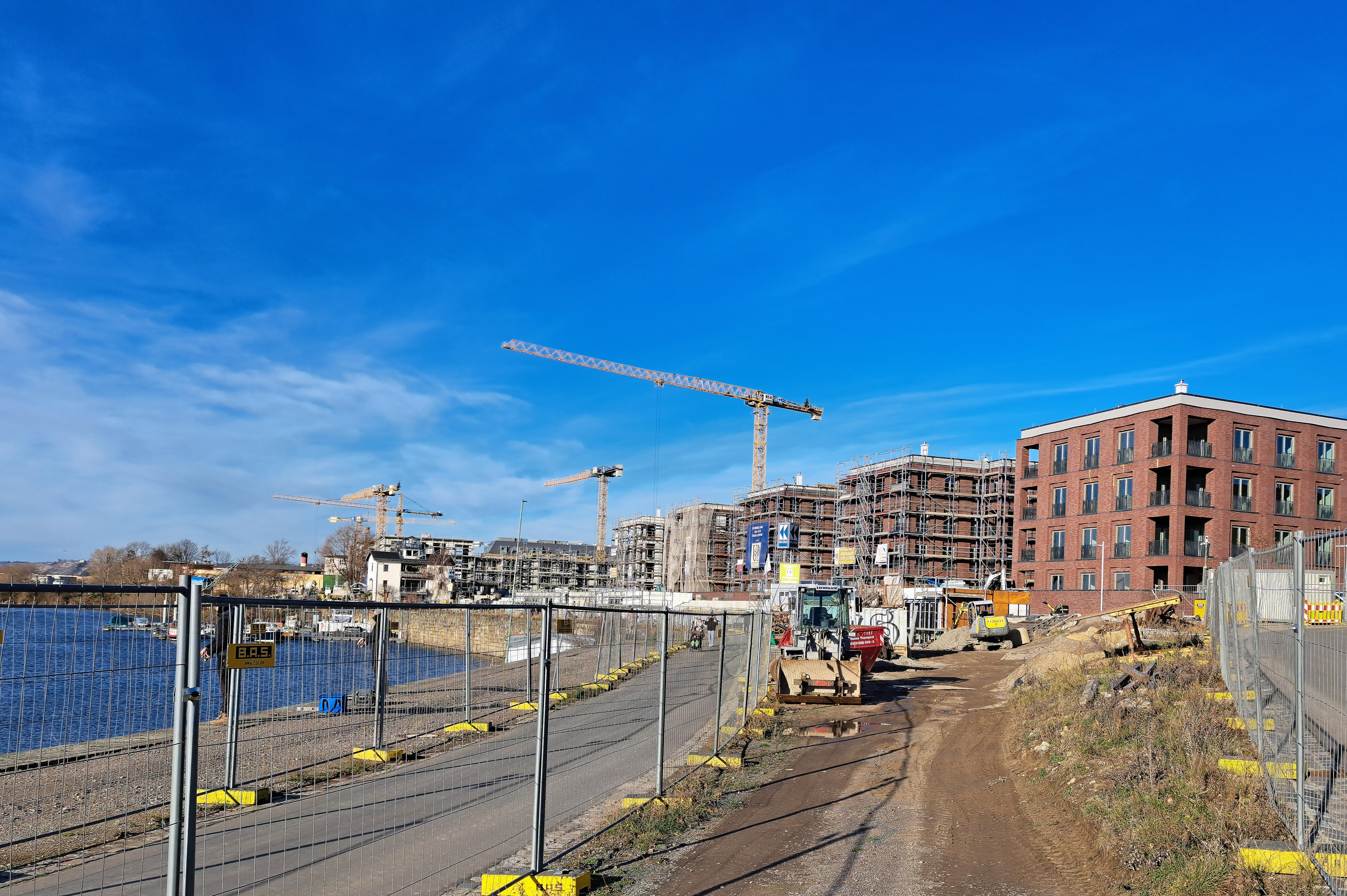
Baufortschritt am Hafen im Januar 2023
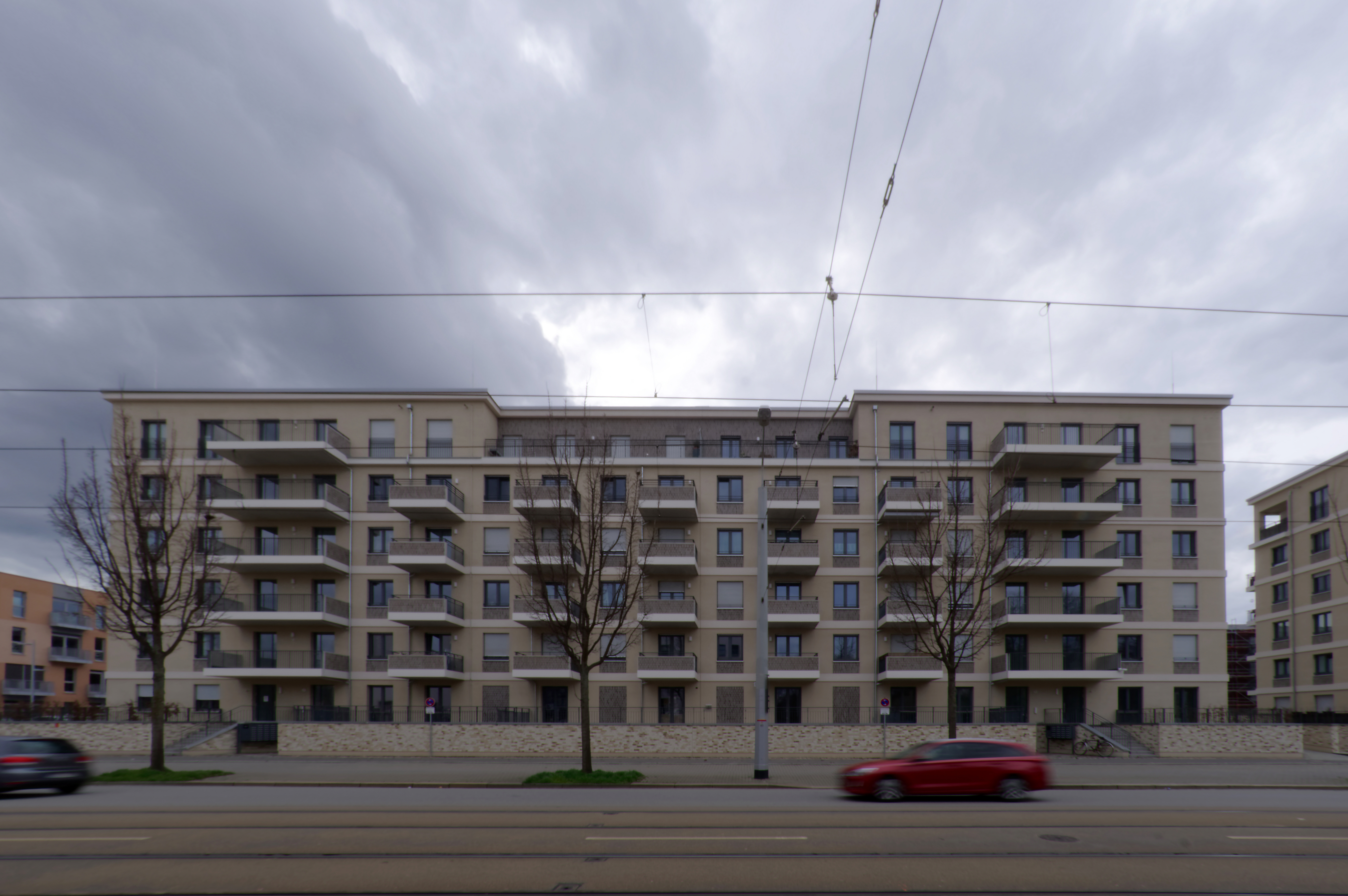
Neues Wohngebäude an der Leipziger Straße, März 2023
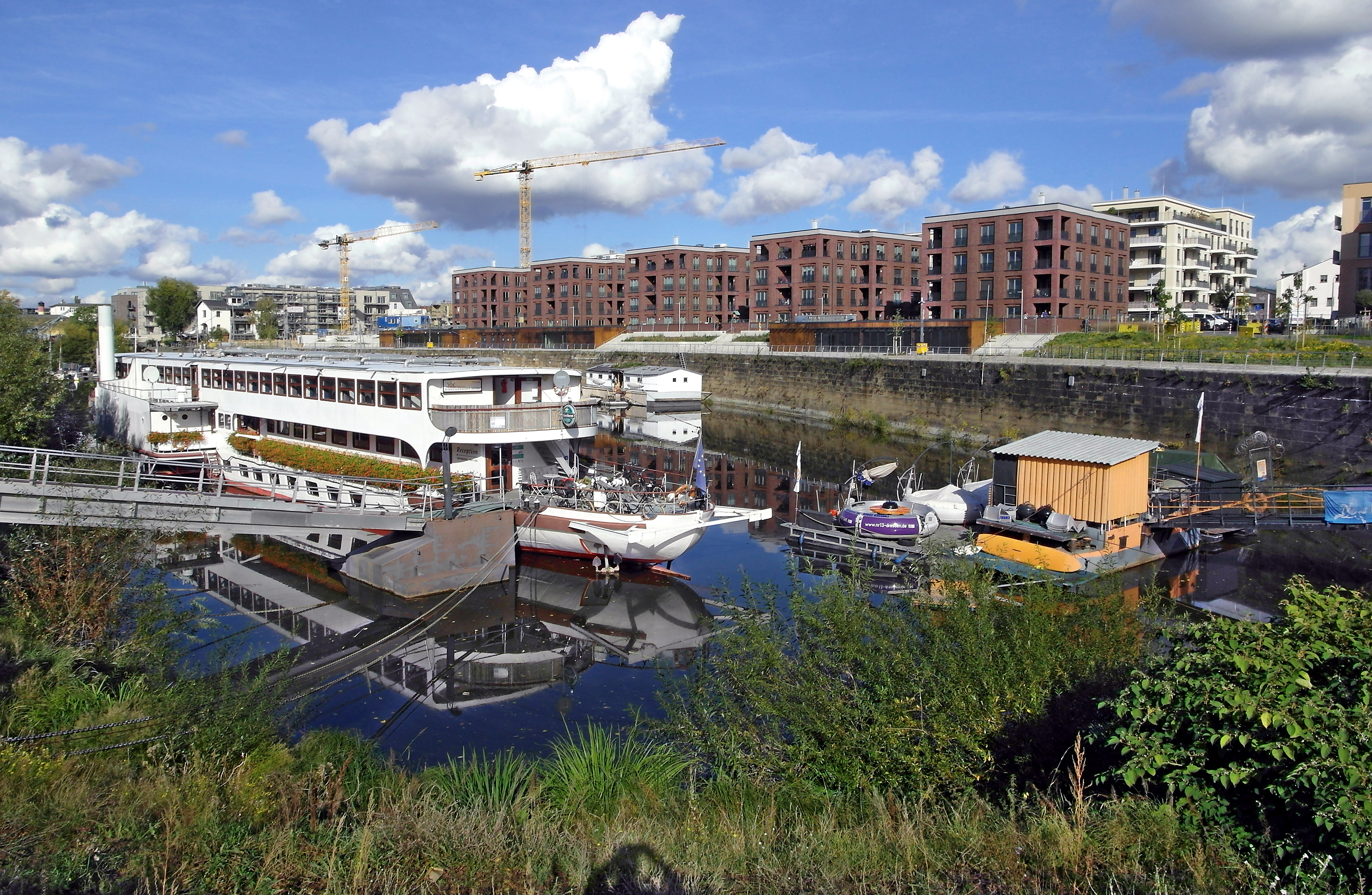
Baufortschritt im Oktober 2023

### Alter Leipziger Bahnhof
Für den Bereich des Alten Leipziger Bahnhofs gibt es Stand 2025 noch keinen festgesetzten Bebauungsplan. Von Januar 2022 bis Frühjahr 2024 wurde ein Wettbewerbs- und Beteiligungsverfahren für die Entwicklung eines neuen Stadtquartiers durchgeführt.

## Kritik

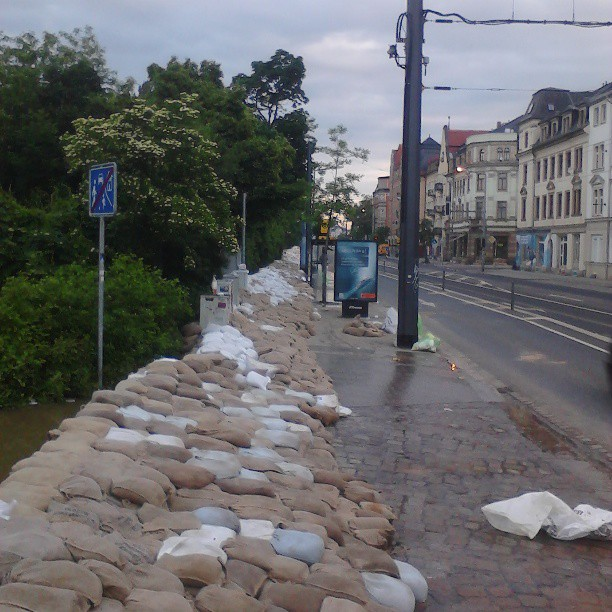
2013, bei einem Wasserstand von einem Dreiviertelmeter weniger als 2002, reichte das Hochwasser bis zur Leipziger Straße

Die Elbhochwasser 2002, 2006 und 2013 haben einen Teil des Areals überflutet, welches teilweise im gesetzlich festgestellten Überschwemmungsgebiet der Elbe liegt und somit dauerhaft überschwemmungsgefährdet ist. Im Juni 2013 konnte das Elbehochwasser nur mit großem Aufwand an der Leipziger Straße gestoppt werden, im Jahr 2002 konnte das Hochwasser nicht gestoppt werden. Die Landestalsperrenverwaltung Sachsen hat wegen der Hochwassersituation das Projekt abgelehnt.
Der Naturschutzbund Sachsen (NABU) hält den Masterplan für äußerst problematisch, da das Planungsgebiet an europäische Schutzgebiete angrenzt und im Überschwemmungsgebiet der Elbe liegt. Außerdem liegt es teilweise in einem Vorranggebiet für Natur und Landschaft.
Mitglieder des auf dem Gelände ansässigen Freiraum Elbtal e. V. warfen der Stadtverwaltung vor, das Aus des sozio-kulturellen Projektes in Kauf zu nehmen und die Gentrifizierung des Stadtteils Pieschen voranzutreiben.